# Luis José de Tejeda y Guzmán
Luis José de Tejeda y Guzmán (Córdoba, Argentina, 25 de agosto de 1604 - 10 de septiembre de 1680) fue el primer poeta nacido en el actual territorio argentino.

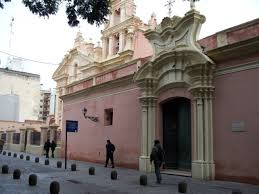
Casa de la familia Tejeda, actualmente Museo de Arte Religioso Juan de Tejeda, Córdoba, Argentina.

## Biografía

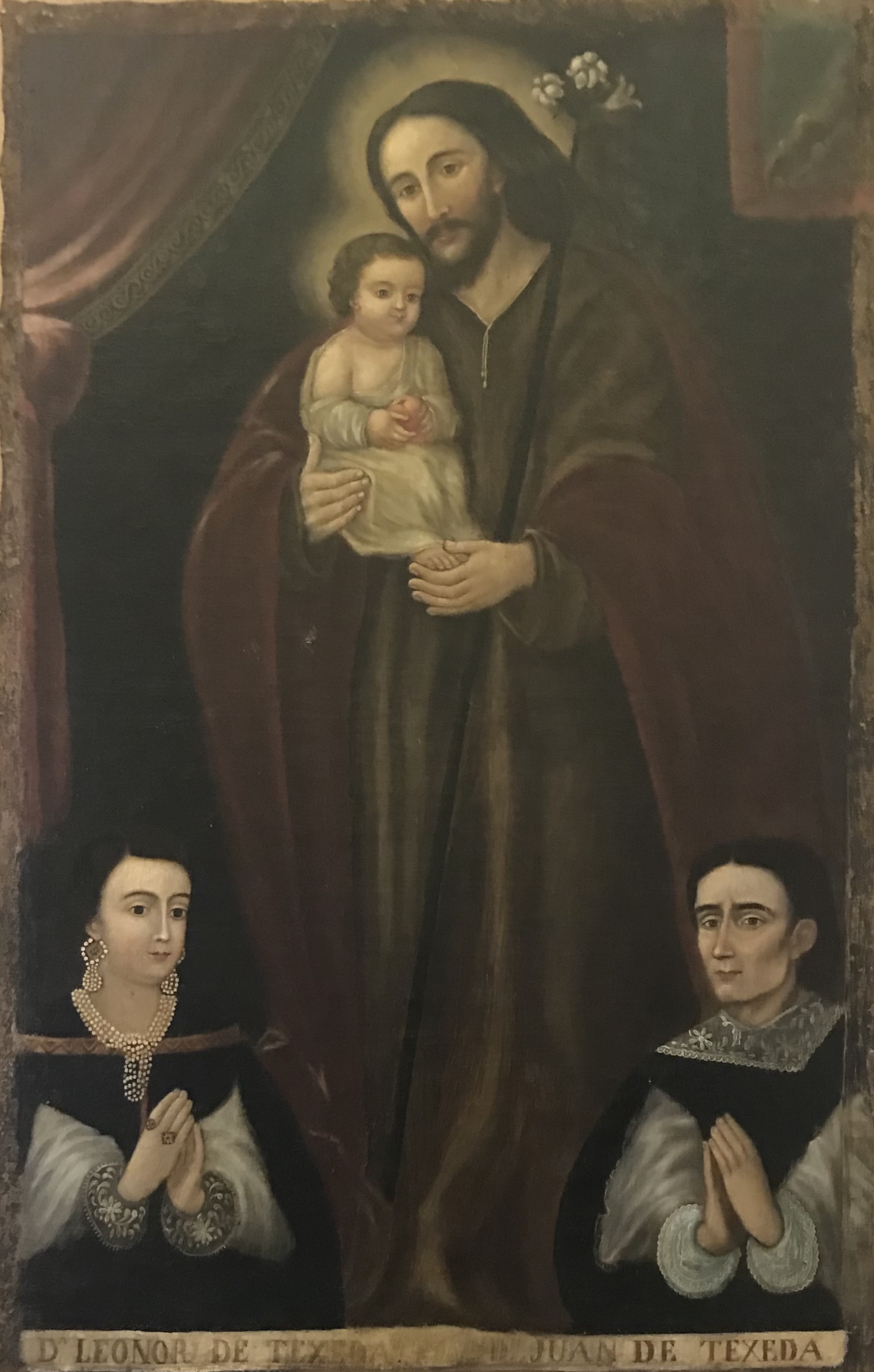
Juan de Tejeda Mirabal y Leonor de Tejeda Mirabal, padre y tía de Luis José de Tejeda y Guzmán, adorando a San José

Sus padres fueron Juan de Tejeda Mirabal y María Guzmán de la Vega, casados alrededor de 1590. Creció en la ciudad Córdoba de la Nueva Andalucía en el centro del actual territorio argentino, fundada treinta y un años antes por Jerónimo Luis de Cabrera, acompañado entre otros por Tristán de Tejeda su abuelo y Hernán Mejía de Mirabal su bisabuelo. Su tía, Leonor de Tejeda, fue fundadora del Monasterio de Santa Catalina en 1613 y colaboró con el padre del poeta en la fundación del Monasterio de las Carmelitas Descalzas de Santa Teresa de Jesús en 1628.
Desde temprana edad curso estudios de latinidad, retórica, poética y de artes en el Convictorio del Colegio Jesuita de Córdoba  y a los diecisiete años alcanzó los títulos de bachiller, licenciado y maestro de artes. Alejado de las aulas se convirtió en autodidacta, asombrando a sus maestros y condiscípulos por su inteligencia, talento y saber. Sus saberes eran amplios y notables, conocía el latín y el griego, llegando a componer prosas y versos en las dos últimas palabras . Su curiosidad le llevó a saber de pintura, música, medicina y hasta astronomía.
La tradición le adjudica un carácter apasionado y una vida amorosa tormentosa. Su padre dispuso su casamiento con Francisca de Vera y Aragón, noble dama oriunda de La Rioja, otra ciudad del actual territorio argentino. El matrimonio se celebró en 1624 y tuvo diez hijos: dos varones, Luis Tristán que fijó su residencia en La Rioja, José que acompañó al poeta y ocho mujeres, dos de ellas monjas carmelitas y una monja del Convento de Catalinas.
Desde su casamiento hasta la muerte de su esposa en 1661, siguió la carrera de las armas. Con veinte años y mientras desempeñaba las funciones de alférez real, recibió los despachos de capitán de infantería española y el encargo de llevar los refuerzos de las ciudades de San Miguel del Tucumán, Nuestra Señora de Talavera, San Felipe de Salta  y San Salvador de Jujuy para la defensa de Buenos Aires amenazada por piratas holandeses. Destacándose además en las campañas al Chaco, Tucumán y Río Cuarto.
Ayudó a su padre a dar fin a la fundación del Monasterio de Carmelitas Descalzas de Córdoba. Por algún tiempo se dedicó a la vida familiar, pero nuevamente su pasión volvió a enredarlo en aventuras, que luego traerán dolor y arrepentimiento, tal como lo describe en Romance de su vida, un largo poema escrito casi completamente en metro romance. Tras la muerte de su padre en 1628, se dedicó a la administración de la fortuna heredada y entre 1634 y 1660, desempeña numerosos cargos públicos: procurador, alcalde ordinario, regidor y protector de naturales. Ejerciendo funciones municipales se ocupó de la construcción de diques de cal y canto para la irrigación y provisión de agua en su ciudad natal.

En septiembre de 1661 es actor de un grave episodio político. Se extralimita en sus facultades y toma medidas que le valen el dictado de prisión, confiscación y venta de los bienes muebles de sus estancias en Saldán y Soto por parte de la Audiencia de La Plata. Para evitar males mayores se refugia un tiempo en el Convento de San Francisco, luego deambula por las sierras de Saldán. En 1663, predispuesto su espíritu a un cambio notable, se materializa su conversión en el Convento de Santo Domingo de Córdoba, donde tomó el hábito de los Predicadores. Durante esta última etapa conventual escribió toda la obra que se le conoce hasta la actualidad. Muere como fraile dominico el 10 de septiembre de 1680. 

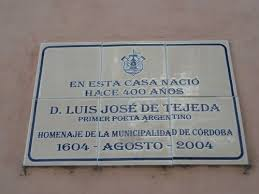
Placa conmemorativa en la casa natal de Luis de Tejeda, Córdoba, Argentina

## Obra
La poesía de Luis de Tejeda se enmarca dentro de la Literatura del Barroco desarrollada en las colonias hispánicas en América. Su estilo corresponde en gran parte al culteranismo y se percibe la influencia de los poetas españoles del período, en especial de Luis de Góngora. La obra de Tejeda es redescubierta a principios del siglo XX por los primeros estudiosos de la literatura colonial en Argentina como Ricardo Rojas y Pablo Cabrera. Sus composiciones se encontraban contenidas en un códice manuscrito titulado Libro de varios tratados y noticias y se procede a editar e imprimir sus versos entre los años 1916 y 1917. Si bien desde antes era conocida su personalidad como la de uno de los primeros intelectuales de la Córdoba colonial, recién en esta época se inician los estudios académicos sobre sus escritos. Se tiene noticia además de que pudo haber escrito obras dramáticas, pero la búsqueda de estos textos ha resultado infructuosa hasta ahora.
De sus composiciones místicas se pueden mencionar: Romances al Niño Jesús, A las soledades de María Santísima, Fénix de Amor, El árbol de Judá, Sobre la Encarnación del Verbo, Canción Sáfica y Real, su Soneto a Santa Rosa de Lima y El Peregrino en Babilonia. Son estas las conocidas Coronas Líricas, obra en tres partes: Corona de Rosas, Corona de Espinas y Corona de Estrellas, donde el poeta celebra la Inmaculada Concepción de María. Según el poeta, el dulce nombre de María basta para mover a arrepentimiento a los corazones más endurecidos.
De la obra poética de Tejeda dijo Ricardo Rojas “…parece un discípulo de los grandes poetas del Siglo de Oro, no inferior a otros que por ese tiempo se hacían oír con aplauso en las cortes de Lima o México”.

### Ediciones de la obra de Luis de Tejeda
-(1916) El peregrino en Babilonia y otros poemas. Córdoba: Librería La Facultad. 
-(1917) Coronas líricas, prosa y verso (Prólogo de Enrique Martínez Paz y edición de Pablo Cabrera). Córdoba: Universidad Nacional de Córdoba.
-(1947) Libro de varios tratados y noticias (Edición facsimilar del manuscrito a cargo de Jorge Furt). Buenos Aires: Coni.
-(1994) Casos y ejemplos (Edición de Oscar Caeiro). Córdoba: Alción.

-(2012) Poesías líricas (Edición de Oscar Caeiro). Córdoba: Alción. 

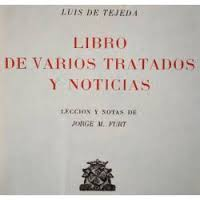
Libro de Varios Tratados y Noticias, edición facsimilar de Jorge Furt, 1947.

### Sobre Luis de Tejeda
AA.VV. (1982) Luis de Tejeda: homenaje en el tercer centenario de su muerte (1680-1980). Córdoba: Universidad Nacional de Córdoba.
Bustos Argañaraz, Prudencio (1996) El peregrino en Babilonia. Vida de don Luis de Tejeda. Córdoba: Junta Provincial de Historia.
Caturelli, Alberto (1976) El neoplatonismo cristiano en Luis de Tejeda. S.I s/n.
Flores, Félix (edit.) (1980) Prólogos a Tejeda. Córdoba: Dirección de Historia, Letras y Ciencias.
Furt, Jorge (1947) La vida de Luis de Tejeda. Buenos Aires: Colombo.
Maxit, Alfredo (2004) Los hilos de oro de las Coronas Líricas de fray Luis José de Tejeda y Guzmán. La Plata: Universidad Católica de La Plata.
Santiago, Olga B. (2011) Don José Luis de Tejeda y Guzmán, peregrino y ciudadano. Buenos Aires: Biblos.
- Datos: Q5983719